# Stigmella dombeyivora
Stigmella dombeyivora là một loài bướm đêm thuộc họ Nepticulidae. Nó được miêu tả bởi Scoble năm 1978. Nó được tìm thấy ở Zimbabwe (Nó đã dược miêu tả ở Umtali).
Ấu trùng ăn Dombeya species. Chúng có thể ăn lá nơi chúng làm tổ.